# Fim-fim
Eufónia-de-garganta-púrpura ou fim-fim-verdadeiro (Euphonia chlorotica), também chamado de fim-fim ou vem-vem, é uma espécie de ave da família Thraupidae.
Pode ser encontrada nos seguintes países: Argentina, Bolívia, Brasil, Colômbia, Equador, Guiana Francesa, Guiana, Paraguai, Peru, Suriname, Uruguai e Venezuela.
Os seus habitats naturais são: florestas subtropicais ou tropicais húmidas de baixa altitude e florestas secundárias altamente degradadas.